# 397P/Lemmon
397P/Lemmon è una cometa periodica appartenente alla famiglia delle comete gioviane. La cometa è stata scoperta il 14 settembre 2012 e ritenuta inizialmente un asteroide , in seguito ci si accorse che era una cometa ; la sua riscoperta il 29 giugno 2020 ha permesso di numerarla .

## Orbita
Prima della sua scoperta, la cometa aveva elementi orbitali molto diversi da quelli attuali: perielio a 4,58 ua, un'eccentricità orbitale di 0,20  e una piccola MOID col pianeta Giove. Il 15 settembre 1928 la cometa è passata a sole 0,237 ua dal pianeta Giove, il 13 giugno 1934 è passata ad una distanza ancora inferiore, 0,206 ua. A seguito dei passaggi del 1928 e del 1934 la cometa ha cambiato notevolmente gli elementi orbitali della sua orbita: in particolare la distanza perielica è passata da 4,58 ua all'attuale 2,318 ua, fatto che ha consentito la scoperta della cometa. La cometa ha conservato la piccola MOID con Giove, potendo così avere tuttora incontri ravvicinati con il pianeta: il 18 febbraio 2076 i due corpi celesti passeranno a 0,183 ua di distanza.